# Henoceros caudatus
Henoceros caudatus är en hjuldjursart som beskrevs av Hauer 1937. Henoceros caudatus ingår i släktet Henoceros och familjen Philodinavidae. Inga underarter finns listade i Catalogue of Life.